# Heinrich Otte
Heinrich Otte (født 24. marts 1808 i Berlin, død 12. august 1890 i Merseburg) var en tysk kunsthistoriker og arkæolog.
Otte, af livsstilling præst, har skabt grundlæggende (gerne i flere oplag udkomne) arbejder som Handbuch der Christlichen Kunstarchäologie des deutschen Mittelalters, Archäologisches Wörterbuch og Geschichte der romanischen Baukunst in Deutschland (Leipzig 1861—74).